# Khor Fakkan

Khor Fakkan, aussi écrit Khawr Fakkan ou Hawr Fakkān, en arabe خورفكان, est un port et une station balnéaire des Émirats arabes unis donnant sur la mer d'Arabie.
La ville constitue une enclave de l'émirat de Charjah entourée par celui de Fujaïrah au nord et au sud et par l'enclave omanaise de Madha à l'ouest. Plus grand port des Émirats arabes unis sur la côte Est, Khor Fakkan sert de plate-forme de distribution et de transport de marchandises en provenance et en partance pour le golfe Persique, l'océan Indien et le reste de l'Asie. Grâce à ses eaux profondes, le port peut également accueillir des pétroliers pour l'exportation de pétrole.
Khor désigne un îlot découvert à marée basse.

## Géographie
Le site offre peu de place car la ville est prise en étau entre la mer d'Arabie et les montagnes Shumayliyah qui culminent à 1 023 mètres d'altitude au djebel al Hilqah.
Le port se situe dans une baie, la baie de Khor Fakkan, orientée Nord-Nord-Est et protégée des vents dominants par une jetée servant de terminal pour les porte-conteneurs.
Le tourisme, malgré l'interdiction totale de vente et de consommation d'alcool par l'émirat de Charjah, est bien développé grâce aux plages de sable blanc et aux récifs coralliens qui attirent de nombreux plongeurs sous-marins.

## Histoire
Les premières traces de présence humaine sur le site remontent à 2 000 ans av. J.-C. avec 34 tombes et les traces du barrage et du village de Rifaisa.
En 1580, les Vénitiens connaissent le site sous le nom de Chorf avant que les Portugais n'y construisent un fort. En 1623, une invasion persane, menée par le cheikh omanais Muhammad Suhari, est repoussée par les Portugais. En 1737, une nouvelle invasion persane appuyée par les Néerlandais chasse définitivement les Portugais, déstabilisés par une guerre civile omanaise.
La région passe ensuite sous influence britannique avant l'indépendance au sein des Émirats arabes unis en 1971.

## Philatélie
De 1965 à 1969, l'enclave de Khor Fakkan émet des timbres à son propre compte avec pour légende Khor Fakkan, Sharjah dependencies. Tout comme ceux des émirats voisins avant la création des Émirats arabes unis, la plupart de ces timbres ont été produits de manière disproportionnée par rapport aux besoins de la population locale et ce pour répondre à la demande des philatélistes. Ainsi, ces émissions de timbres sont considérées comme abusives et certaines sont même illégales, notamment celles d'après la création des Émirats arabes unis en 1971.

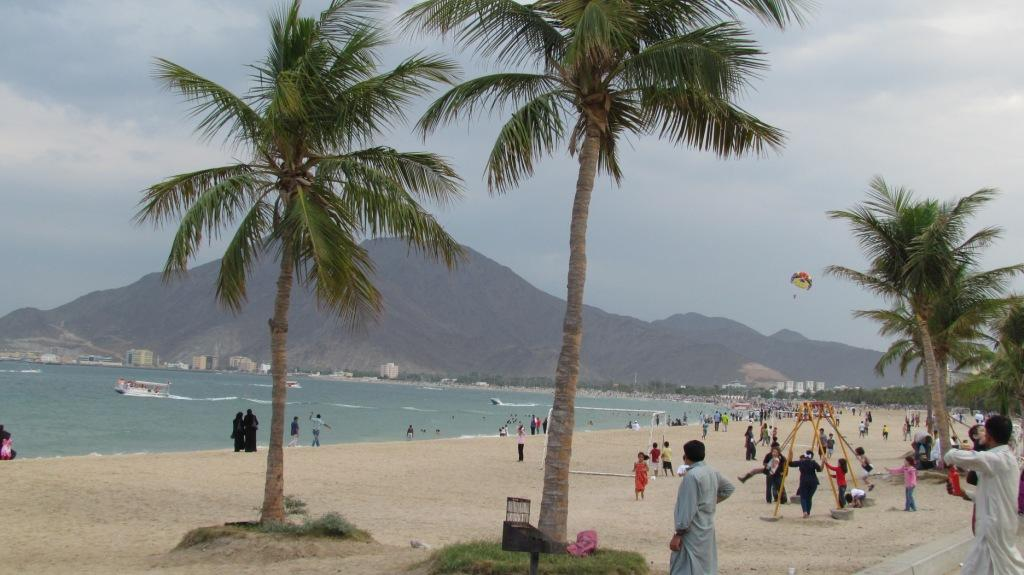
Une plage de Khorfakkan

### Référence
- (en) Cet article est partiellement ou en totalité issu de l’article de Wikipédia en anglais intitulé « Khor Fakkan » (voir la liste des auteurs).